# Pomník Simóna Bolívara
Pomník Simóna Bolívara, nebo památník Simóna Bolívara, je památník/pomník, jehož ústředním motivem je bronzová socha významného jihoamerického generála, vojevůdce a politika Simóna José Bolívara (1783–1830). Autorem díla je český akademický sochař Jan Hána (1927–1994). Pomník se nachází v parku Generála Lázaro Cárdenase v ulici Antonína Čermáka v Praze-Bubenči v mezoregionu Pražská plošina.

## Popis díla
Bronzová socha stojícího Simóna José Bolívara, která byla odhalena 21. června 1983, je umístěna na odstupňované půlkruhové plošině vydlážděné bílými dlaždicemi a na odstupňovaném kvádrovém kamenném soklu. Za půlkruhem je pomník doplněn květinami vysazenými do květníků.
Sochař Jan Hána sochu vytvářel v letech 1980-1983 technikou lití. Architektonické řešení pomníku navrhl český architekt Stanislav Hubička. Stojící postava je ve vojenské uniformě s výložkami, má vysoké boty nad kolena, u pasu šavli a přes levé rameno přehozený dlouhý splývající plášť. Pravou ruku má v bok a dívá se do dáli (do budoucnosti své Jižní Ameriky). Kolem pomníku je umístěno 6 opracovaných zkosených kamenů, na každém z nich byla umístěna původně měděná a později kamenná tabulka s názvem státu, ve kterém státník působil. Názvy těchto států jsou uvedeny ve španělštině:
| „ | Bolivia, Ecuador, Colombia, Panama, Peru, Venezuela. | “ |

Na každé straně pomníku se nachází další pamětní desky s texty. Text pamětní desky se státním znakem Venezuely je na levé straně pomníku:
| „ | VENEZUELSKÝ LID A JEHO VLÁDA SLAVNÉMU MĚSTU PRAZE V ROCE DVOUSTÉHO VÝROČÍ NAROZENÍ SIMÓNA BOLÍVARA V ROCE 1983 | “ |

Text pamětní desky na pravé straně pomníku:
| „ | SIMÓN BOLÍVAR OSVOBODITEL VENEZUELY, EKVÁDORU, KOLUMBIE, PANAMY, PERU A ZAKLADATEL BOLÍVIE NAROZEN V CARACASU 24. ČERVENCE 1783 ZEMŘEL V SANTA MARTA 17. PROSINCE 1830 | “ |

## Další informace
Původní desky z mědi byly ukradeny a nové kamenné kamenné desky byly osazeny v roce 1999. Kolem pomníku vede cyklostezka č. 201.

## Galerie

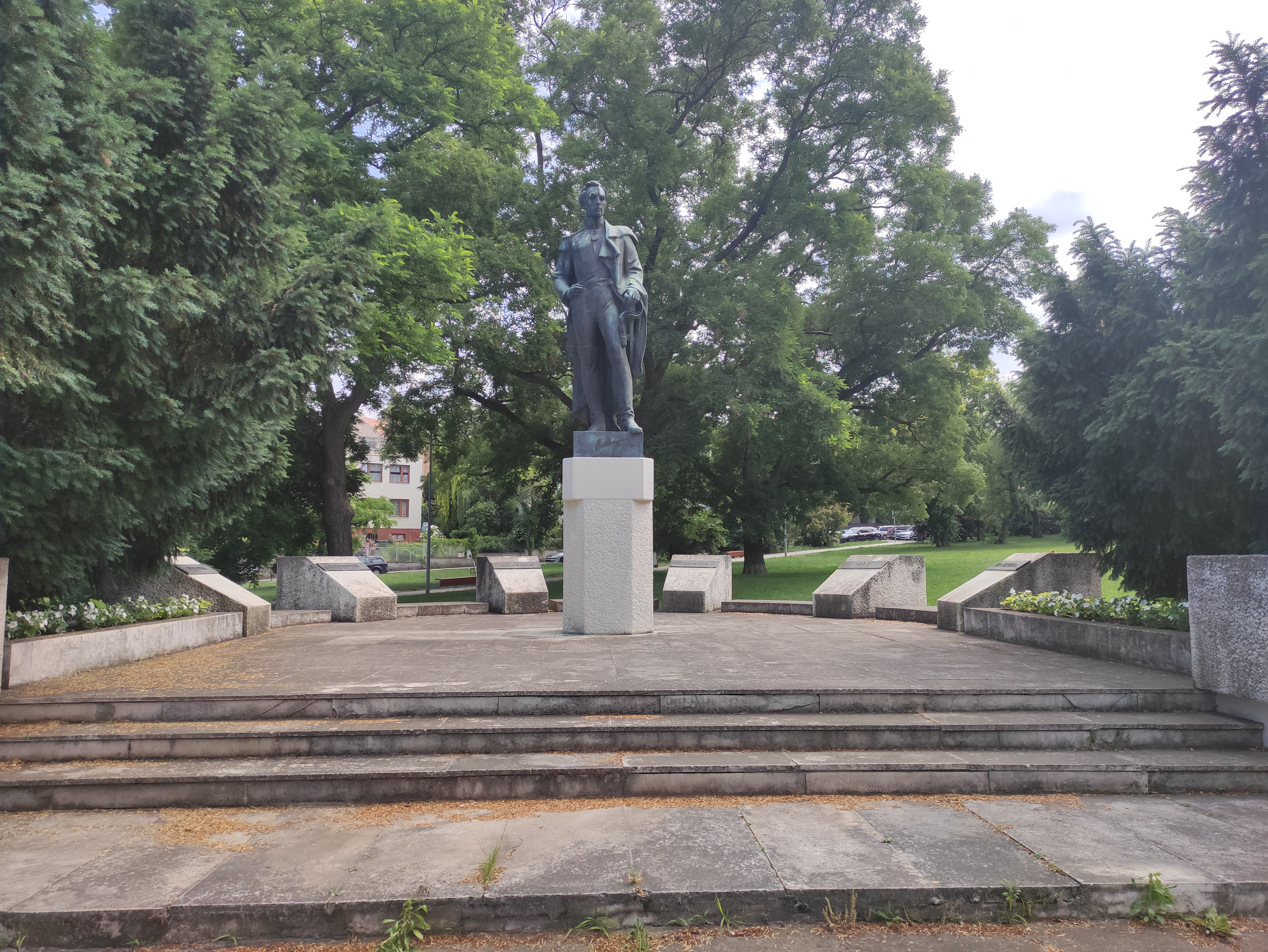
Čelní pohled
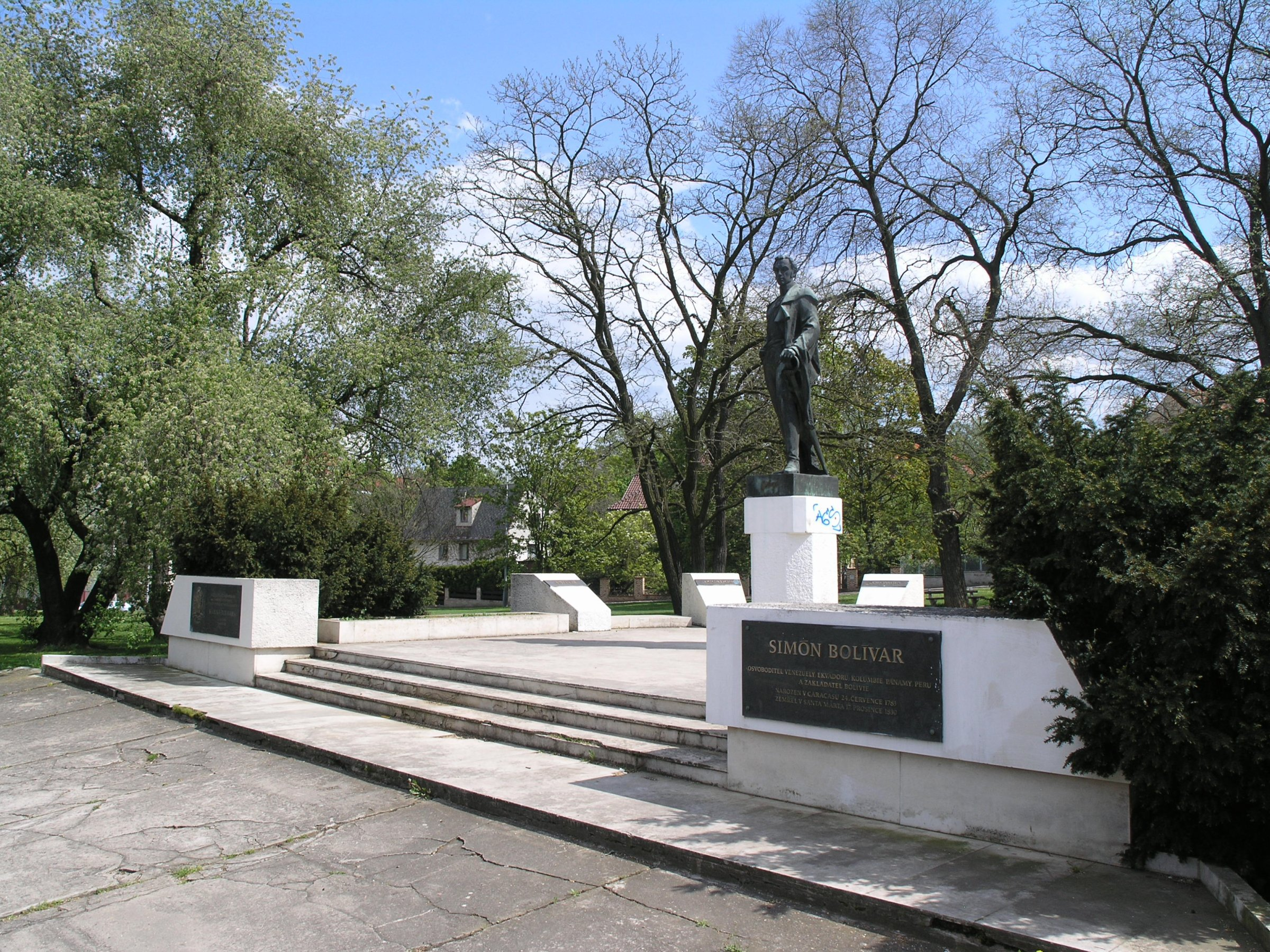
Boční pohled